# Hans Kobelinski
Hans Kobelinski, född 2 juni 1900 i Eisenach, död 29 augusti 1937 i koncentrationslägret Dachau, var en tysk SS-Standartenführer. Han var en tidig funktionär inom Sicherheitsdienst (SD).

## Biografi
Kobelinski tog värvning i den kejserliga armén 1918 och stred i första världskrigets sista fas. År 1919 gick han med i Freikorps Wolf och tillhörde två år senare Selbstschutz Oberschlesien. Som medlem av Freikorps Oberland deltog han i Adolf Hitlers ölkällarkupp i München i november 1923. Efter kuppen internerades Kobelinski i två och en halv månad. Därefter studerade han rättsvetenskap.
Kobelinski inträdde i Nationalsocialistiska tyska arbetarepartiet (NSDAP) den 1 december 1930 och i Schutzstaffel (SS) den 1 juni 1931. Hösten 1931 hjälpte Kobelinski Reinhard Heydrich att bygga upp Ic–Dienst, föregångaren till Sicherheitsdienst (SD). Kobelinski blev stationerad vid SS-Abschnitt i Braunschweig och senare vid SS-Standarte i Altona. Kobelinski var en av Heydrichs tidigaste medarbetare inom SD, tillsammans med bland andra Herbert Mehlhorn, Lothar Beutel, Ernst Damzog, Hermann Behrends, Wilhelm Albert och Werner Best.
I februari 1932 greps Kobelinski av Schutzstaffel (SS) i Oldenburg, misstänkt för att ha lämnat ut hemligstämplade dokument om befästningar i Wilhelmshaven. Bevisen mot honom bedömdes dock inte vara tillräckliga för rättegång och han frisläpptes. Senare samma år kommenderades han till SS-Gruppe Ost i Berlin, som leddes av Kurt Daluege. Från februari 1933 till januari 1934 var Kobelinski chef för SD-Oberabschnitt Ost i Berlin. 
Heydrich hade börjat att betvivla Kobelinskis lojalitet och efter meningsskiljaktigheter med Heydrich ersattes Kobelinski med Hermann Behrends den 14 mars 1934. I samband med detta degraderades Kobelinski till SS-Mann och uteslöts ur SS. Omständigheterna kring Kobelinskis avsked som chef för SD-Oberabschnitt Ost och hans uteslutning ur SS har inte blivit helt klarlagda, men antas ha att göra med maktkampen inom Gestapo mellan Rudolf Diels å den ena sidan och Heinrich Himmler och Reinhard Heydrich å den andra. Indicier pekar på att Kobelinski hade lämnat ut hemligstämplade dokument åt Diels, som stod Hermann Göring nära. Alfred Naujocks, som enligt uppgift hade blivit degraderad och straffad för olydnad av Kobelinski, anklagade, inför Heydrich, Kobelinski för homosexualitet och för att tillsammans med Diels ha konspirerat mot Himmler.
En tid efter denna händelse återupptogs Kobelinski i SS som SS-Unterscharführer, men han fälldes i maj 1936 för att ha brutit mot Paragraf 175 och uteslöts ånyo ur SS samt även ur NSDAP. Påföljande år avled Kobelinski i koncentrationslägret Dachau under oklara omständigheter.

## Befordningshistorik
| Datum           | Tjänstegrad                                 |
| --------------- | ------------------------------------------- |
| 5 december 1931 | SS-Scharführer                              |
| 8 januari 1932  | SS-Truppführer                              |
| 22 juli 1932    | SS-Sturmhauptführer                         |
| 1 februari 1933 | SS-Sturmbannführer                          |
| 1 juni 1933     | SS-Standartenführer                         |
| 14 mars 1934    | Degraderad till SS-Mann och utesluten ur SS |
| okänt datum     | Återinträde i SS som SS-Unterscharführer    |
| 9 maj 1936      | Ånyo utesluten ur SS                        |

## Utmärkelser
- Blodsorden: 9 november 1933